# Phil Farrand
Phil Farrand (Broken Arrow, Oklahoma, 5 de noviembre de 1958) es un programador y consultor informático, webmaster y autor estadounidense. Es conocido por sus Nitpicker's Guides, en las que puntualiza huecos en la trama y errores de continuidad en los diversos programas de televisión y películas de Star Trek, y por la creación de Nitcentral, un sitio web dedicado a la misma actividad. Después de Nitpicker's Guides, se ha aventurado en la ficción como novelista.

## Primeros años
Farrand nació en Broken Arrow, Oklahoma, y creció en Filipinas, donde sus padres eran misioneros de las Asambleas de Dios. Se interesó por primera vez en el Star Trek original cuando era niño. Después de regresar a los Estados Unidos, Farrand obtuvo una licenciatura en interpretación de piano y composición musical. 

## Carrera

### Música
Farrand trabajó como editor de música, pero se sintió frustrado al trabajar con música impresa en papel, y trabajó durante dos años en un paquete de notación para la serie de computadoras Apple II, que luego se convirtió en Polywriter. Más tarde, trabajando con Coda Music Technology, Farrand creó un paquete de software de autoedición de alta gama para la notación musical, ganador de premios, llamado Finale. Ahora propiedad de MakeMusic, Finale ganó el premio al mejor libro / video / software en los premios Music & Sound Awards de 2015  y se ha utilizado para orquestar películas como Million Dollar Baby, The Aviator, Spider-Man 2, Sideways, Harry Potter y el Prisionero de Azkaban, La Pasión de Cristo, Ratatouille y Michael Clayton. 

### Como un nitpicker
Farrand se convirtió por primera vez en un nitpicker de Star Trek cuando veía una escena en el episodio The Offspring de Star Trek: The Next Generation de 1990. En la escena, el personaje Wesley Crusher habla con su madre, la Dra. Beverly Crusher usando su insignia de comunicador. Después de responder al recordatorio del Dr. Crusher de cortarse el pelo, Wesley pronuncia un comentario sarcástico, pero sin tocar su placa de comunicación para terminar la conexión, lo que lleva a Farrand a preguntarse si el Dr. Crusher escuchó el comentario. Esto provocó una animada discusión entre Farrand y su amigo Trekker sobre cómo funcionaban los comunicadores y las inconsistencias en su uso representado en la serie.
En 1990, Farrand decidió intentar escribir ficción, pero no pudo encontrar a nadie que leyera su trabajo. Debido a que el único agente dispuesto a representarlo se ocupaba únicamente de trabajos de no ficción, Farrand decidió intentar escribir no ficción para desarrollar una reputación en la que se pudiera basar una carrera como escritor de ficción. A un productor de libros le gustó la idea de Farrand para una guía de nitpicker de la próxima generación, por lo que Farrand pasó dos años realizando un análisis cuidadoso de las primeras seis temporadas de esa serie, pasando de ocho a nueve horas al día durante meses viendo cada episodio varias veces, componiendo una lenguajes de análisis en huecos de la trama, errores de continuidad y otras trivialidades de la serie. En 1993, Dell Publishing publicó la primera guía, The Nitpicker's Guide for Next Generation Trekkers. En 1994 se habían vendido cerca de 800.000 copias y se habían publicado cuatro impresiones. De 1994 a 1997, siguieron guías similares anualmente, incluidas las guías para Star Trek: The Original Series, Star Trek: Deep Space Nine y The X-Files, junto con un segundo volumen de Next Generation. Ver los episodios y películas de cada serie para compilar cada guía tomó alrededor de siete meses, dejando a Farrand cinco meses al año para aprender a escribir ficción. Aunque exhaustivas en su atención a los detalles, las guías no fueron pensadas como críticas de los episodios o películas de la serie, sino como reflexiones alegres que Farrand explicó con la filosofía, "Todos los nitpicker deben cumplir con sus deberes con alegría y buen humor", explicando que los nitpicker debe tratarse de divertirse con los programas de televisión favoritos, no señalar con el dedo y culpar.
Farrand solicitó presentaciones de los lectores, que luego se convirtieron en miembros del "Gremio de Nitpicker". Comenzó a enviar boletines en 1994 para mantenerse en contacto con el gremio, a partir de la edición de abril de 1994. El gremio contaba con 7,450 miembros de 32 países al 28 de mayo de 1999. Farrand decidió crear una versión en línea del boletín llamado Nitpicker Central, o Nitcentral; esto tomó la forma de una función HTML llamada "This Week at Nitcentral", y debutó en noviembre de 1997. La versión impresa del boletín también continuó, con un total de 17 números publicados de manera intermitente, cesando con el número de octubre de 1998, que coincidió con la creación de foros de mensajes de Nitcentral, utilizando software gratuito Discus. Farrand fue el primer y único moderador de Nitcentral al principio, y el sitio cubría solo cuatro temas, los programas de televisión de acción en vivo de Star Trek que se habían producido hasta entonces: Star Trek: The Original Series, Star Trek: The Next Generation, Star Trek: Deep Space Nine y Star Trek: Voyager. Para junio de 2009, los temas enumerados en la página principal de temas eran 89. 
Farrand planeaba publicar una guía de Nitpicker para Star Wars en abril de 1999, un mes antes de Star Wars: Episodio I - La amenaza fantasma, pero los editores se volvieron cautelosos con la publicación de productos vinculados a los medios como resultado de demandas por infracción de derechos de autor contra productos similares. Aunque las demandas no mencionaron a las guías de Farrand como ejemplo, y de hecho, incluso citaron las guías utilizadas como un ejemplo de lo que era legal, Del Rey dejó de publicar las guías de Farrand, dejando a Nitcentral como el único medio en curso para el gremio. A medida que el sitio se expandió, Farrand asignó a decenas de moderadores para supervisar los diversos temas del sitio. Aunque Farrand ha dimitido desde entonces como moderador de las actividades diarias, sigue siendo la máxima autoridad en el sitio y intervendrá ocasionalmente para resolver asuntos de conflicto severo entre visitantes y moderadores, quienes se refieren a él como "El Jefe". 

### Trabajo en la iglesia
Tras la cancelación de las guías, Farrand regresó a la industria de la consultoría informática, con la esperanza de comenzar a escribir su primera novela en su tiempo libre. Esos planes cambiaron cuando su esposa Lynette, quien había servido como ministra de música en su iglesia durante 16 años, decidió tomarse un descanso de dos años. Farrand, un cristiano devoto que menciona a Jesucristo en los reconocimientos de todos sus libros, accedió a servir como ministro de música interino; combinado con su trabajo de consultor, esto consumía todo su tiempo y trabajaba siete días a la semana. Finalmente renunció como ministro de música el 28 de septiembre de 2003. 

### Como novelista
Los intentos iniciales de Farrand de publicar a través de una pequeña editorial en agosto de 2003 no fueron fructíferos, y finalmente decidió autoeditar a través de la editorial a pedido Xlibris. Su novela El hijo, el viento y el reino se publicó en 2004. Representa un mundo en el que Jesucristo y sus seguidores han regresado a la Tierra para gobernar con vara de hierro durante mil años. Veinte años después de la nueva regla, un luchador de la resistencia llamado Avery Foster decide enfrentarse a los nuevos gobernantes, incluido el juez Thomas Stone, cuyas brutales interpretaciones de la nueva ley han oprimido a cualquiera que se atreva a rebelarse. Farrand escribió la novela en parte para explorar la cuestión de cómo se puede distinguir entre lo divino y lo extraterrestre, y agregó un tema a Nitcentral para la discusión de la novela.
En 2007, Farrand publicó Grumpy Old Prophets: A Christmas Fable for Adults. También inició una nueva empresa de proveedores de Internet llamada Zarks, que proporciona acceso a Internet de alta velocidad a las áreas rurales en y alrededor del Condado de Greene, Missouri.

## Vida personal
Farrand vive con su esposa Lynette y su hija Elizabeth en Springfield, Missouri.

## Libros

### Nitpicker's Guides
- The Nitpicker's Guide for Next Generation Trekkers (1993)
- The Nitpicker's Guide for Classic Trekkers (1994)
- The Nitpicker's Guide for Next Generation Trekkers, Volume II (1995)
- Nitpicker's Fun & Games for Next Generation Trekkers (1995)
- The Nitpicker's Guide for Deep Space Nine Trekkers (1996)
- The Nitpicker's Guide for X-Philes (1997)

#### Audio en casete
- The Nitpicker's Guide for Next Generation Trekkers Part 3

### Ficción
- The Son, the Wind and the Reign
- Grumpy Old Prophets: A Christmas Fable for Adults
- Windfall: The 99 and 1: The Conviction Opus, Part One (2014)
- Windfall: Broadcast: The Conviction Opus, Part Two (2015)
- Windfall: The Strait Gate: The Conviction Opus, Part Three (2015)

### No ficción
- Still Whispers: Meditations To Help You Calm The Atmosphere Of Your Life And Find Abundance (2008)